# Bon Air (Alabama)
Bon Air – miasto w Stanach Zjednoczonych, w stanie Alabama, w hrabstwie Talladega.

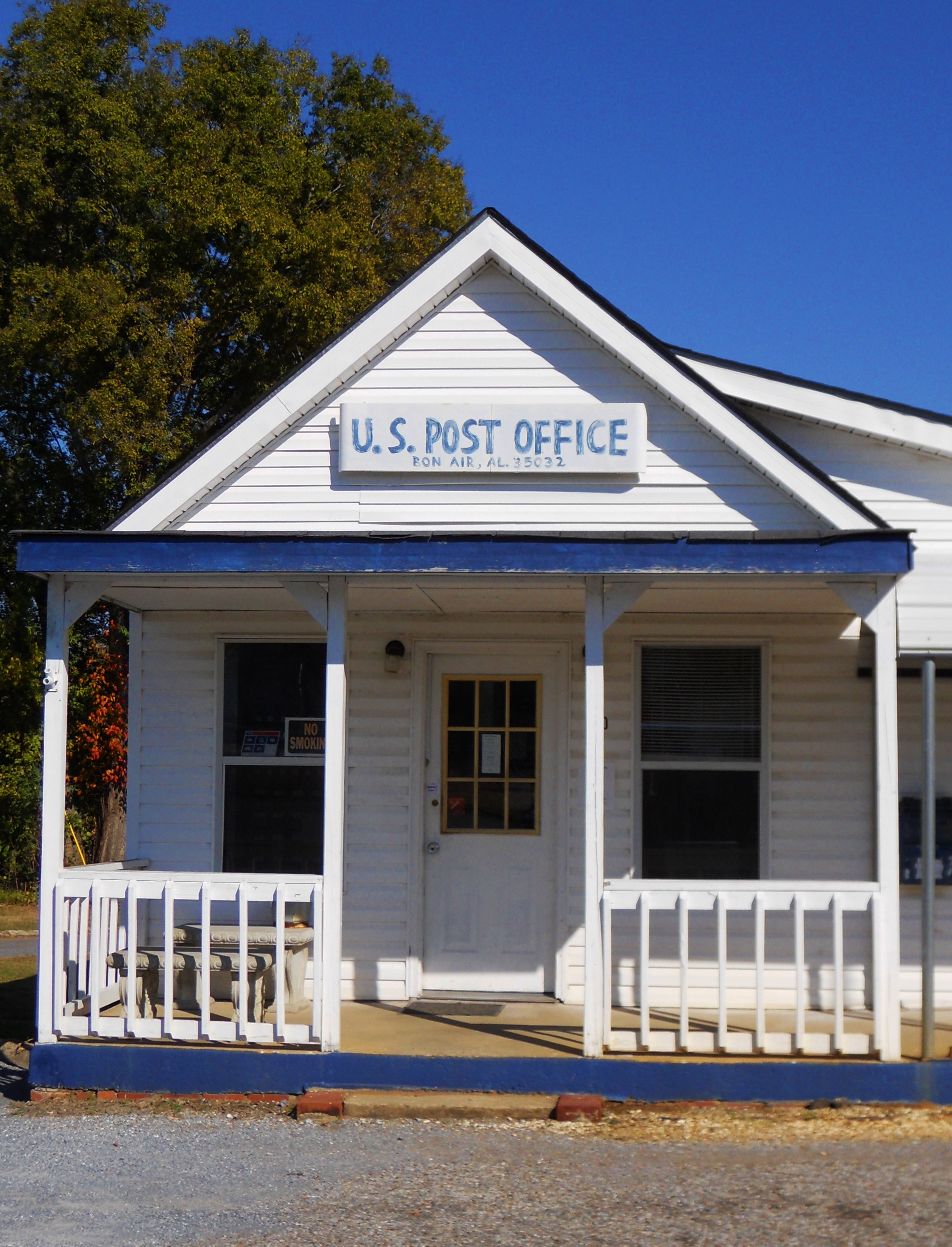
Budynek urzędu pocztowego w Bon Air

## Demografia
W roku 2023 miasto zamieszkiwało 167 osób, a gęstość zaludnienia wynosiła 47,7 osoby/km².